# Free Collars Kingdom
Free Collars Kingdom (яп. フリーカラーズキングダム фури: кара:дзу кингудаму) — японская манга, созданная Фудзимой Такуя. Отдельные главы манги были опубликованы в журнале Magazine Z и объединены в три танкобона, которые издательство Kodansha выпускало с февраля 2003 года по март 2004 года. В основе сюжета лежит противостояние двух групп бродячих кошек, которые способны принимать два обличия: человеческое и кошачье. Также каждая кошка обладает собственным способом атаки и использует различное оружие.
Free Collars Kingdom была лицензирована компанией Del Rey Manga для англоязычного издания, которое было выпущено в США в 2007 году, и в 2008 году — в Великобритании компанией Tanoshimi. Также манга была лицензирована для продажи в Гонконге, Тайване и Италии. Мнения критиков по поводу манги разделились. Серию хвалили за хороший рисунок и юмор, но критиковали за сюжет и персонажей.

## Сюжет
Абиссинский кот Саян живёт вместе с мальчиком по имени Кокоро и его родителями в районе Икебукуро. Когда Кокоро заболевает, его родители отказываются о Саяна и бросают его в подвал своего дома. Вскоре Саян обнаруживает группу бездомных кошек, именующих себя «Свободные ошейники» (Free Collars). Эта группа контролирует восточную часть Икебукуро. Саяну даётся возможность присоединиться к группе и избавиться от своего ошейника — символа того, что он всё ещё является домашним животным Кокоро. Поначалу Саян, решив остаться в подвале и дождаться своего хозяина Кокоро, отказывается. Однако он понимает, что если хочет выжить и вернуться к хозяину, то должен присоединиться к группе. Он снимает с себя ошейник и присоединяется к «Свободным ошейникам» в их борьбе против конкурирующей банды Сиам, желающей взять под контроль восточную частью Икебукуро и имеющей намерение править миром.
После совместных приключений Саян сближается с группой, но всё ещё тоскует по Кокоро. Сиам по-прежнему пытается захватить восточный Икебукуро, а соратники Саяна не желают идти в наступление на врагов. Саян убежден, что от Сиам следует избавиться; он сталкивается с ней и узнаёт, что она когда-то входила в группу «Свободных ошейников», но ушла после того, как её брат, преследуемый людьми, погиб под колёсами автобуса. Вскоре Саян узнаёт, что Кокоро выздоровел, но собирается уезжать. Огорчённый мыслью о необходимости ухода от своей группы, Саян встречает Кокоро на станции и отдаёт ему свой разорванный ошейник на память. Кокоро обещает навещать Саяна, а тот возвращается к своим новым друзьям.

## Персонажи
Основными персонажами являются бездомные кошки из группы «Свободные ошейники», отказавшиеся носить ошейники и иметь какие-либо отношения с людьми. К ним присоединяется молодой кот Саян, будучи брошенным. Обычно он ведёт себя по-детски, что иногда раздражает его товарищей. Скотти, шотландская вислоухая кошка, много времени проводит со «Свободными ошейниками», но не входит в их команду. Когда-то в книжном магазине её нашёл Амесё, старый американский кот и лидер команды. Шартрез по имени Тяр раньше входила в группу домашних кошек «Cat House Kingdom», но покинула её, сочтя, что группа используема людьми. Также в группу входят Рэт, Кун, и Минки (получившая своё имя за шерсть, подобную норковой).
«Ошейникам» противостоит сиамская кошка по имени Сиам, контролирующая западную часть Икебукуро. Её главным сподвижником является Клайн, открыто выражающий чувство ненависти к людям и видящий в них лишь потенциальных рабов. Телохранителями Сиам являются две мэнские кошки: А-Ко и И-ко (у обеих отсутствуют хвосты, за что кошки подвергаются дискриминации).

## История создания
Фудзима первоначально собирался рисовать мангу Free Collars Kingdom в стиле, который он использовал в своих предыдущих работах. Однако во время работы над мангой его стиль рисования претерпел изменения. В первом томе Free Collars Kingdom автор выразил своё отношение к выпуску серии, также отметив то, что «пресса узнала о манге раньше, чем он того хотел». По мнению автора, манга «сильно отличается» от его предыдущих работ, и он не мог предугадать, как к этому изменению отнесутся читатели. По этому поводу он говорил: «Если манга понравится читателю, я буду счастлив». Во второй том своего произведения Фудзима добавил дополнительные страницы с описаниями персонажей и юмором.

## Выпуск
Манга Free Collars Kingdom впервые публиковалась в журнале Magazine Z с 2002 по 2004 год в виде отдельных глав. Издательством Kodansha эти главы были объединены в три тома и публиковались с 21 февраля 2003 года по 23 марта 2004 года. 27 июля 2010 года компания Ichijinsha выпустила переиздание манги в двух томах.
Манга была лицензирована для продаж в Северной Америке компанией Del Rey Manga, которая публиковала серию с 30 января по 31 июля 2007 года. В Великобритании манга публиковалась компанией Tanoshimi с 1 февраля 2007 года по 2 августа 2008 года. Также манга была лицензирована на Тайване компанией Tong Li Publishing, в Италии — Star Comics, и в Гонконге — Jonesky.

## Список глав манги
| - Cat Tale 1: Those Who Wear Free Collars - Cat Tale 2: Her and the Old Guy's Situation - Cat Tale 3: Nyan-Man Love | - Cat Tale 4: Meow of the Heart - Cat Tale 5: O Holy Night's Caterwaul |

| - Cat Tale 6: Cat Ear Report - Cat Tale 7: Ikebukuro Driven - Cat Tale 8: Siamese Cat Boogie - Cat Tale 9: Nice, Guy | - Cat Tale 10: Round & Round, Fate Goes Around - Cat Tale 11: An Injection for a Certain Special Someone - Cat Tale 12: Collar of Love |

| - Cat Tale 13: Cyan's Rage - Cat Tale 14: BehaviorXRehabilitation - Cat Tale 15: The Place One Must Be | - Cat Tale 16: Siam's Collar - Cat Tale 17: The Return of the Queen - Cat Tale 18: A Stray Cat's Heaven |

## Отзывы
Манга получила различные отзывы от англоговорящих обозревателей. Мэттью Александр похвалил мангу за рисунок, отметив, что персонажи получились «милыми и сексуальными, в манге имеет место большое разнообразие одежды, что является хорошим способом описать характер персонажа», и то, что рисунок «очень чёткий, с хорошо детализованным задним планом». В своём обзоре второго тома Александр писал, что «история по-прежнему описывает забавную жизнь с точки зрения кошки, и удивительно то, что сюжетную линию удалось описать всего в нескольких томах». В обзоре третьего тома Александр писал, что «возможно эта история слишком рано закончилась», и в то же время подчеркнул, что «несмотря на то, что манга состоит всего лишь из трёх томов, её стоит почитать, а особенно она понравится тому читателю, у которого есть свой кот».
Дэн Полли из Manga Life, обозревая второй том, отметил, что автором манги проделана отличная работа по созданию хорошо сбалансированного рисунка и сюжета о смешных и беззаботных приключениях. Обозревая третий том, Полли писал, что «рисунок приятен для восприятия, но иногда это выходит за рамки: часто встречаются места, где слишком много всего происходит одновременно, и бывает сложно разобрать, что же именно видит глаз». Он подытожил, что фанатам серии манга безусловно понравится.
Бенджамин Рассел критично отозвался о манге, отметив шаблонность дизайна персонажей в большой степени. Он также отмечал, что «изображение животного мира и человекоподобных кошек может понравиться читателю, но не сможет надолго удержать его интерес». По мнению обозревателя Кейси Бринза из Anime News Network, манга «имеет слишком много общего с другими аналогичными произведениями, однако следует отметить достойно выполненный рисунок». Джейсон Томпсон положительно отозвался о персонажах, отметив, что «у каждого из них есть своя изюминка».